# شادي الدغل السريلانكي
شادي الدغل السريلانكي (الاسم العلمي: Elaphrornis palliseri)، طائر أحادي النوع من رتبة الجواثم وفصيلة شاديات الأعشاب. متوطن في سريلانكا.